# Fleury-sur-Orne
Fleury-sur-Orne är en kommun i departementet Calvados i regionen Normandie i norra Frankrike. Kommunen ligger i kantonen Caen 8e Canton som ligger i arrondissementet Caen. År 2022 hade Fleury-sur-Orne 5 622 invånare.

## Befolkningsutveckling
Antalet invånare i kommunen Fleury-sur-Orne
Referens: INSEE